# Certificat d'aptitude aux fonctions de formateur académique
Pour les articles homonymes, voir CAFFA.
Le certificat d'aptitude aux fonctions de formateur académique (CAFFA) est le diplôme requis pour devenir formateur de formateurs dans le second degré pour l'Éducation nationale en France. 
« Il permet d’exercer des fonctions d’animation, de recherche et de formation dans le cadre de la formation initiale et continue des enseignants du secondaire. »
Il permet également de poser une candidature à un poste de PFA Professeur Formateur Académique.
L'examen du certificat d’aptitude aux fonctions de formateur académique est ouvert aux professeurs ou personnels d’éducation titulaires ou d'un contrat en CDI. Les candidats doivent justifier au 31 décembre de l’année de l’examen d’au moins 5 années de services accomplis en qualité de professeur titulaire dans un établissement du second degré.
Cette certification d'aptitude aux fonctions de formateur académique se déroule sur deux ans. Elle comprend une épreuve d'admissibilité et deux épreuves d'admission.
Les premiers candidats admis au certificat d'aptitude aux fonctions de formateur académique ont été proclamés en juillet 2016.

## Épreuve d'admissibilité
Cette épreuve consiste en un entretien avec le jury dont la composition est rappelée ci-après.
L'entretien s'appuie sur un dossier fourni par le candidat lequel comprend un rapport d'activité et les rapports d'évaluation (administrative et pédagogique).
L'entretien consiste en un exposé de 15 minutes suivi d'un échange de 30 minutes avec le jury.
Après les entretiens, le jury fixe la liste des candidats autorisés à se présenter aux épreuves d'admission.
Le candidat admissible entre dans un cursus de certification accompagné dans le cadre du plan académique de formation. Il se voit confier, chaque fois que cela est possible, et obligatoirement s'il ne l'a jamais été, le tutorat d'un stagiaire, d'un étudiant inscrit en Master métiers de l'enseignement, de l'éducation et de la formation, ou des actions ponctuelles de tutorat.
Il se forme progressivement en participant au travail collaboratif entre tuteurs et en accédant aux ressources et aux formations spécifiques proposées en académie, et le cas échéant par l'ESPE.

## Épreuves d'admission
L'admission comporte deux épreuves :
- une épreuve de pratique professionnelle suivie d'un entretien (durée : 60 à 90 minutes + 30 minutes d'entretien.)
- un mémoire professionnel et sa soutenance (entre 20 et 30 pages hors annexes, soutenance de 45 minutes dont 30 min d'entretien)

Ces épreuves permettent au jury de se prononcer sur la maîtrise des compétences professionnelles attendues d'un formateur de personnels enseignants et éducatifs.

## Jury
Le jury, présidé par le recteur d'académie ou par son représentant, est composé de :
- un inspecteur du second degré représentant le recteur d'académie
- un chef d'établissement d'un établissement public local d'établissement
- un inspecteur de l'éducation nationale du premier degré
- un formateur académique

Deux examinateurs qualifiés sont adjoints au jury pour l'épreuve de pratique professionnelle :
- un inspecteur du second degré de la discipline ou de la spécialité dont relève le candidat
- un enseignant de l'école supérieure du professorat et de l'éducation proposé par le directeur de celle-ci.

### Textes réglementaires
- « Arrêté du 20 juillet 2015 fixant l'organisation du certificat d'aptitude aux fonctions de formateur académique. »
- « Décret du 20 juillet 2015 relatif aux conditions de nomination des personnels enseignants du second degré et des conseillers principaux d'éducation aux fonctions de formateur académique. »
- « Examens et Concours, Bulletin officiel n°30 du 23 juillet 2015, Certificat d'aptitude aux fonctions de formateur académique. »
- « Circulaire précisant l'organisation de l'examen et la nature des épreuves de la certification aux fonctions de formateur académique. »